# Фолгария
Фолгарѝя (на италиански: Folgaria) е малко градче и община в Северна Италия, автономна провинция Тренто, автономен регион Трентино-Южен Тирол. Разположено е на 1169 m надморска височина. Населението на общината е 3190 души (към 2014 г.).